# Calumma
Calumma es un género de camaleones endémico de la isla de Madagascar. Cuenta con cerca de 25 especies bastante diferentes entre sí. En el mismo género encontramos al camaleón más pequeño de los camaleones verdaderos, Calumma nasutum que alcanza una talla de apenas 10 cm. En contraposición encontramos a Calumma parsonii que puede medir hasta 80 cm.
Es un género con controversia, ya que se sabe que no está bien clasificado. Es el caso del Archaius tigris, anteriormente se le incluía en el género Calumma pero se determinó que estaba a caballo entre el género Rhampholeon de África y Calumma, con lo que se optó por crear un nuevo género monotípico, llamado Archaius.

## Especies
| - Calumma amber - Calumma andringitraense - Calumma boettgeri - Calumma brevicorne - Calumma capuroni - Calumma crypticum - Calumma cucullatum - Calumma fallax - Calumma furcifer - Calumma gallus - Calumma gastrotaenia - Calumma glawi - Calumma globifer - Calumma guibei - Calumma guillaumeti - Calumma hafahafa - Calumma hilleniusi | - Calumma jejy - Calumma linotum - Calumma malthe - Calumma marojezense - Calumma nasutum - Calumma oshaughnessyi - Calumma parsonii - Calumma peltierorum - Calumma peyrierasi - Calumma tarzan - Calumma tsaratananense - Calumma tsycorne - Calumma vatosoa - Calumma vencesi |